# Lady, Let's Dance
Lady, Let's Dance (Brasil: Dançarina Loura / Portugal: Danço para Ti) é um filme norte-americano de 1944, do gênero musical, dirigido por Frank Woodruff e estrelado por Belita e James Ellison.